# Кировский район (Санкт-Петербург)
Ки́ровский райо́н — административно-территориальная единица на юго-западе Санкт-Петербурга. Назван в честь С. М. Кирова. Кировский район занимает 14 место из 18 районов Петербурга по качеству жизни.

## География
Имеет выход к берегу Невской губы Финского залива. На севере граница района с Адмиралтейским районом проходит по реке Екатерингофке и площади Стачек, на востоке — с Московским районом — по линии железной дороги на Ломоносов и Гатчину, и на юге — с Красносельским районом — по проспекту Маршала Жукова и реке Красненькой. В состав района входят микрорайоны: Нарвская застава, Автово, Дачное, Ульянка и восточная часть Лигово, а также острова Невской губы — Гутуевский, Канонерский и Белый. До революции в городскую черту входили лишь север и северо-запад современной территории района (к северу от реки Таракановки), они находились в составе Нарвской части. Земли к югу от Таракановки входили в пригородный Петергофский участок.
Некоторые объекты и округа Кировского района (центральная и северная части).

## История
До революции в северной части современной территории района располагалась Нарвская застава, ограждавшая город с юго-запада. Ещё при Петре I к загородной резиденции в Петергофе была проложена дорога, вдоль которой, в частности и на современной территории района, возникла целая цепь усадеб, также существовал ряд поселений (Тентелева, Волынкина, Автово, Вологодско-Ямская слобода, Новая, Лигово; в XIX веке возникла немецкая колония Красненькая).
В 1801 году в район севернее деревни Автово из Кронштадта был переведён Кронштадтский чугунолитейный завод — будущий Путиловский, ныне Кировский. Со временем, на месте части бывших усадеб также вырос целый ряд заводов, рядом прошла Балтийская железнодорожная линия и был построен Морской канал. Это превратило район Нарвской заставы в промышленное предместье Петербурга, застроенное бараками и доходными домами для рабочих. Здесь отсутствовала канализация и водопровод. До 1916 года единственным общественным транспортом оставалась конка, которую потом заменил трамвай.
В административном отношении территория будущего Кировского района входила в состав пригородного Петергофского участка, подчинявшегося столичному градоначальству, в хозяйственном же отношении участок подчинялся властям Санкт-Петербургского/Петроградского уезда. Небольшая же часть в районе Нарвских ворот, а также острова к югу от устья Невы относилась к созданной в 1811 году Нарвской части города.
Рабочие Нарвской заставы принимали участие в антиправительственных выступлениях. В 1905 году во время Кровавого воскресенья были расстреляны демонстранты. В 1917 году в ходе революционных событий немалое число рабочих выступило на стороне большевиков. И тогда же Нарвская часть и Петергофский участок были преобразованы в городские районы, а в 1919 году объединены в единый Нарвско-Петергофский район. В 1922 году уже этот район стал частью нового Московско-Нарвского района. В 1930 году Нарвский район (включая значительную часть бывшего Петергофского участка) вновь был выделен в отдельную административную единицу, а в декабре 1934 года после убийства С. М. Кирова был переименован в Кировский.
В 1920-е годы начался процесс благоустройства района, деревянные здания заменяли на каменные. Первая серия из 15 каменных зданий была построены на месте сегодняшней Тракторной улицы, затем сформировался современный вид площадей Стачек и Кировской. Именно в этот период было построено множество зданий в стиле конструктивизма, образовавших архитектурные ансамбли современной Нарвской заставы (застройка последней была окончательно завершена уже в послевоенные годы). Характерными примерами являются: здание Кировского райсовета, Дворец культуры имени А. М. Горького, Дворец культуры имени И. И. Газа, Школа имени 10-летия Октября (Школа «Серп и Молот»).
Во время блокады Ленинграда район оказался вблизи переднего края обороны и подвергался массовым артиллерийским обстрелам и бомбардировкам, значительная часть ранее существовавших домов была уничтожена.
После войны строительство новых кварталов стало продвигаться на юг. В середине XX века свои современные черты приобрело Автово; в 1960-е — 1970-е годы — вошедшие в 1963 году в черту города Дачное, Ульянка и восточная часть Лигово. Через район была проведена Кировско-Выборгская линия метрополитена.
Современные границы район получил в апреле 1973 года, когда его юго-западная часть вошла в состав нового Красносельского района.

## Описание района

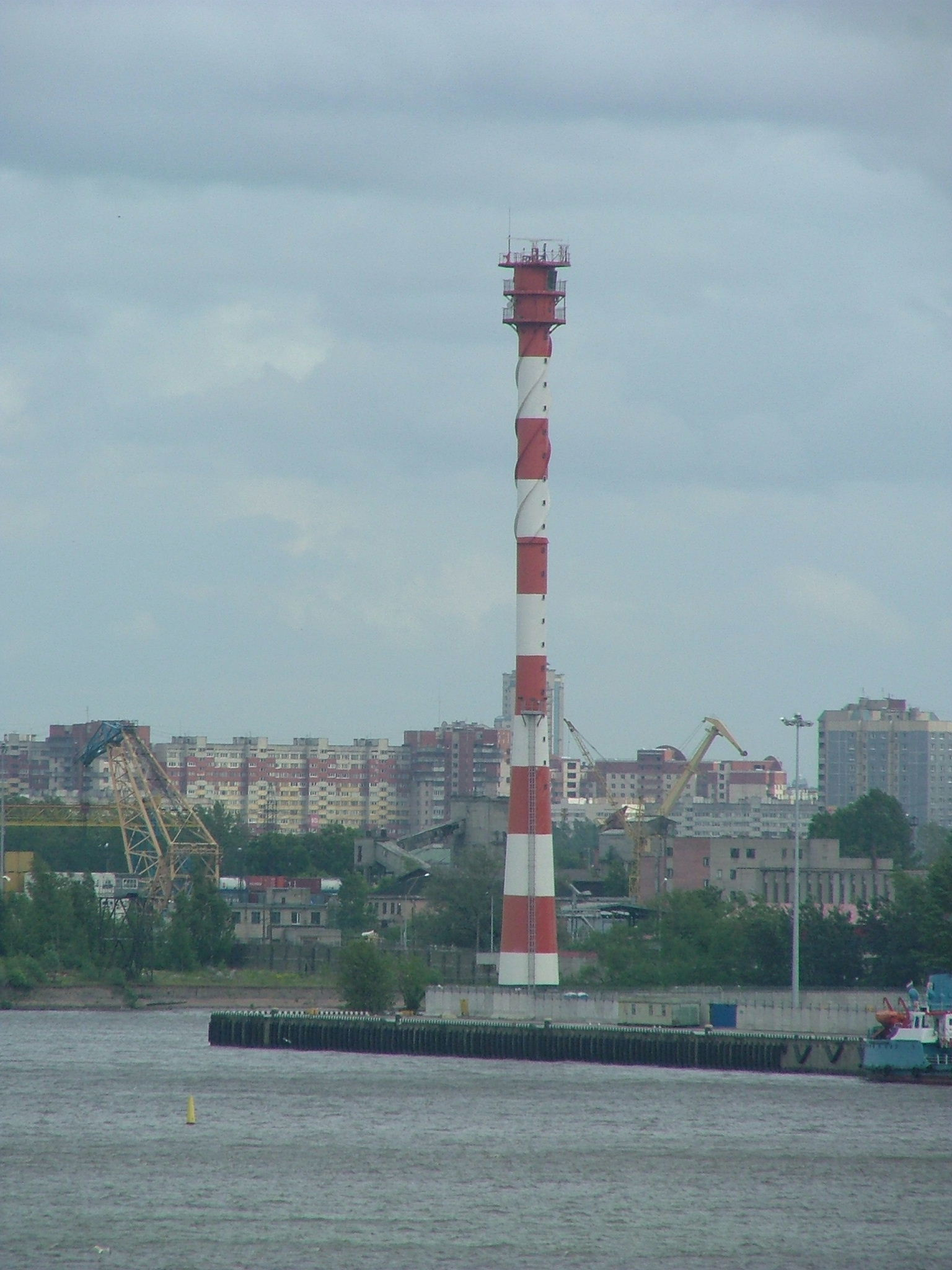
Маяк Лесной Мол Створный Задний. Имея высоту 73 метра (76 метров над уровнем моря), является четвёртым по высоте «традиционным» маяком в мире, Список маяков России и самым высоким Створные огни (то есть, обязательно работающим в паре) маяком в мире.

Население района составляет примерно 335 тысяч человек, многие также приезжают сюда на работу, примерно треть населения района — пенсионеры и 15 % дети и подростки.
Район, в отличие от Московского, имеет не слишком дорогую недвижимость. Хотя в районе практически отсутствует элитное жильё, он широко обеспечен супермаркетами и прочими торговыми и промышленными предприятиями. В районе хорошо развита социальная инфраструктура, здесь есть детские сады, школы, лицеи, высшие учебные заведения, множество спортивных учреждений.
В Кировском районе насчитывается более 60 промышленных предприятий, 19 строительных организаций, свыше 30 транспортных предприятий, пять научно-исследовательских и проектно-конструкторских организаций, три ВУЗа и почти 16 000 малых предприятий и предпринимателей. В частности, здесь находится знаменитый Кировский завод (Путиловский завод) и крупный военный и гражданский судостроительный завод «Северная верфь». Также на территории района ведут свою деятельность три стивидорные компании, входящие в состав Большого порта Санкт-Петербург: ОАО «Морской порт Санкт-Петербург», ОАО «Петролеспорт», ООО «Морской рыбный порт».
Условно Кировский район можно разделить на северную и южную части. В южной части (Княжево, Ульянка, Дачное) строительство велось в 1960—1970-е годы, и жилье здесь представлено самое разнообразное: «хрущевки», блочные, «брежневки», «корабли» и новые серии. В северной части (Нарвская застава, Автово) — преимущественно старые «сталинские» дома, первые серии начала 30-х годов. С восточной стороны район окаймляет Балтийская линия ОЖД со станциями «Броневая», «Ленинский проспект», «Дачное», «Ульянка». Главной автомобильной магистралью является проспект Стачек.
Главной достопримечательностью района являются Нарвские триумфальные ворота. Также сохранился, в изменённом виде, ряд бывших усадеб Петергофской дороги: Кирьяново, дача Сиверса (больница имени Фореля), дача Воронцова, Александрино.
 Метро 
В Кировском районе были построены три из восьми станций первой очереди Ленинградского метрополитена, открытой в 1955 году. Также в 1966—1977 годах существовала временная станция метро «Дачное». В северо-восточной части района ситуация с транспортом удовлетворительная, в то время как её западная часть находится в отдалении от станций метрополитена.
Актуальна проблема загруженности южной части 1-й линии метрополитена. Её, возможно, смягчит появление новой, 6-й линии, которая возьмёт на себя часть пассажиропотока из соседнего Красносельского района. В перспективе, через западную часть Кировского района может пройти 7-я линия метро.
 Нарвская (1955 год) 
 Кировский завод (1955 год)
 Автово (1955 год)
 Ленинский проспект (1977 год)
 Проспект Ветеранов (1977 год)
 Александрино (в планах) 
  Проспект Маршала Жукова (в планах) 
 Путиловская (2025 год) (строится) →  Кировский завод 
 Юго-Западная (2025 год) (строится)
 Двинская (станция метро) (в планах)
 Гутуевская (в планах)
 Канонерская (в планах)
 Двинская 2 (в планах) →  Двинская

## Население
| 1939     | 2002     | 2009     | 2010     | 2012     | 2013     | 2014     | 2015     | 2016     |
| -------- | -------- | -------- | -------- | -------- | -------- | -------- | -------- | -------- |
| 128 499  | ↗338 820 | ↘321 231 | ↗334 746 | ↘334 478 | ↘331 848 | ↗336 811 | ↗338 593 | ↗339 724 |
| 2017     | 2018     | 2019     | 2020     | 2021     | 2023     | 2025     |          |          |
| ↘336 742 | ↘336 404 | ↘336 248 | ↘336 157 | ↗339 946 | ↘335 774 | ↘329 419 |          |          |

Национальный состав
По итогам переписи населения 2020 года проживали следующие национальности (национальности менее 0,1 % и другое см. в сноске к строке «Другие»):
| Национальность | Численность, чел. | Доля     |
| -------------- | ----------------- | -------- |
| Русские        | 276 522           | 81,34 %  |
| Украинцы       | 1511              | 0,44 %   |
| Татары         | 1255              | 0,37 %   |
| Азербайджанцы  | 1051              | 0,31 %   |
| Узбеки         | 978               | 0,29 %   |
| Белорусы       | 933               | 0,27 %   |
| Армяне         | 805               | 0,24 %   |
| Таджики        | 659               | 0,19 %   |
| Евреи          | 572               | 0,17 %   |
| Грузины        | 405               | 0,12 %   |
| Киргизы        | 352               | 0,10 %   |
| Другие         | 54 903            | 16,16 %  |
| Итого          | 339 946           | 100,00 % |

## Внутригородские муниципальные образования
В границах Кировского района Санкт-Петербурга располагаются 7 внутригородских муниципальных образований со статусом муниципальных округов:
| № | Флаг | Герб | Статус ВМО | Название ВМО      | Дата присвоения | Бывшее № название | Площадь, км² | Население, чел. (2025 г.) |
| - | ---- | ---- | ---------- | ----------------- | --------------- | ----------------- | ------------ | ------------------------- |
| 1 |      |      | мун. округ | Княжево           | 19.03.2010      | МО № 25           | 4,55         | ↘59 414                   |
| 2 |      |      | мун. округ | Ульянка           | 12.03.2001      | МО № 26           | 4,81         | ↘75 768                   |
| 3 |      |      | мун. округ | Дачное            | 26.09.2002      | МО № 27           | 4,30         | ↘70 009                   |
| 4 |      |      | мун. округ | Автово            | 02.06.2000      | МО № 28           | 12,00        | ↘42 496                   |
| 5 |      |      | мун. округ | Нарвский округ    | 02.06.2000      | МО № 29           | 7,61         | ↘33 237                   |
| 6 |      |      | мун. округ | Красненькая речка | 26.09.2002      | МО № 30           | 2,03         | ↘38 080                   |
| 7 |      |      | мун. округ | Морские ворота    | 26.09.2002      | МО № 31           | 0,79         | ↘10 415                   |

## Памятники

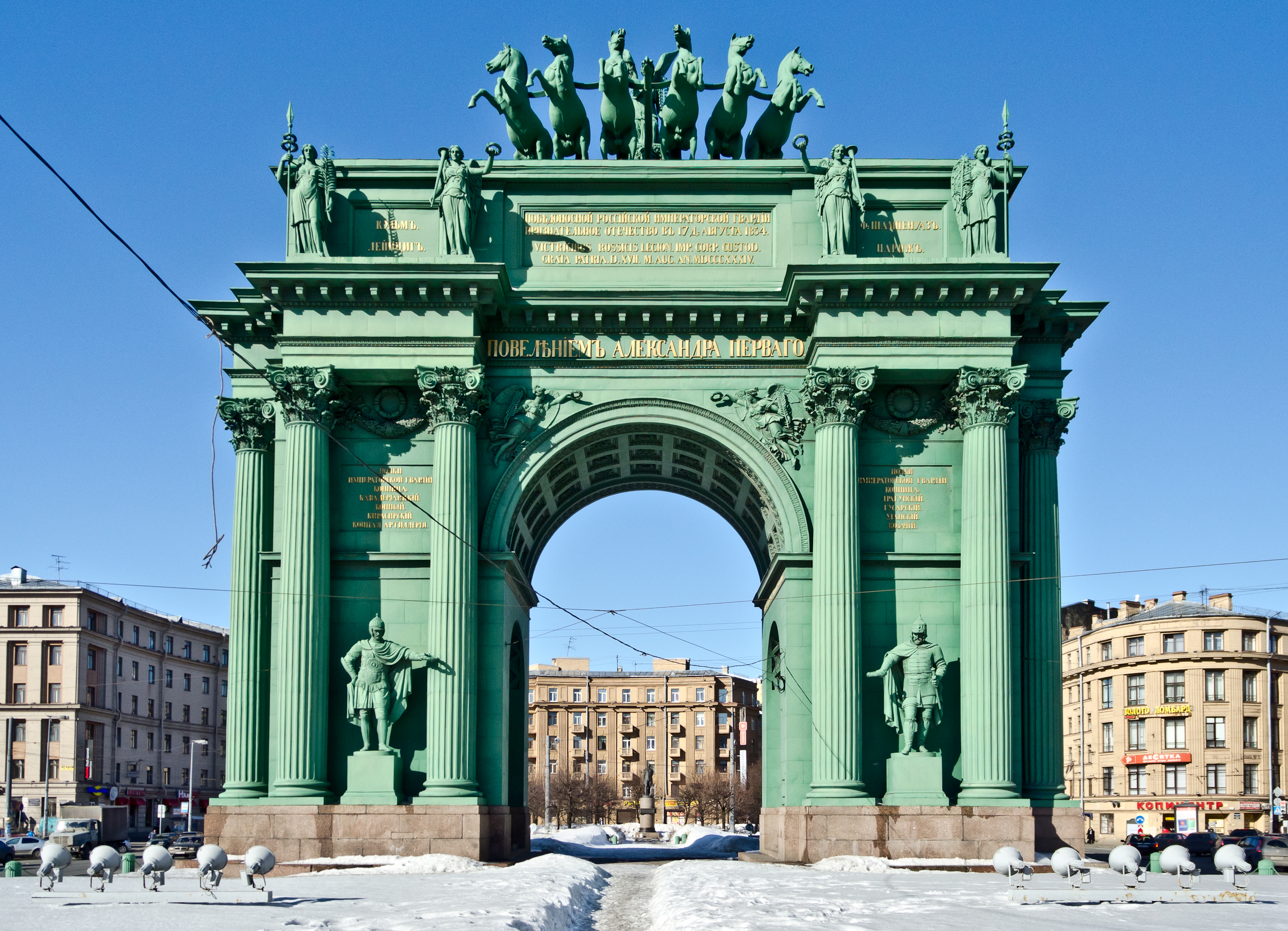
Нарвские триумфальные ворота

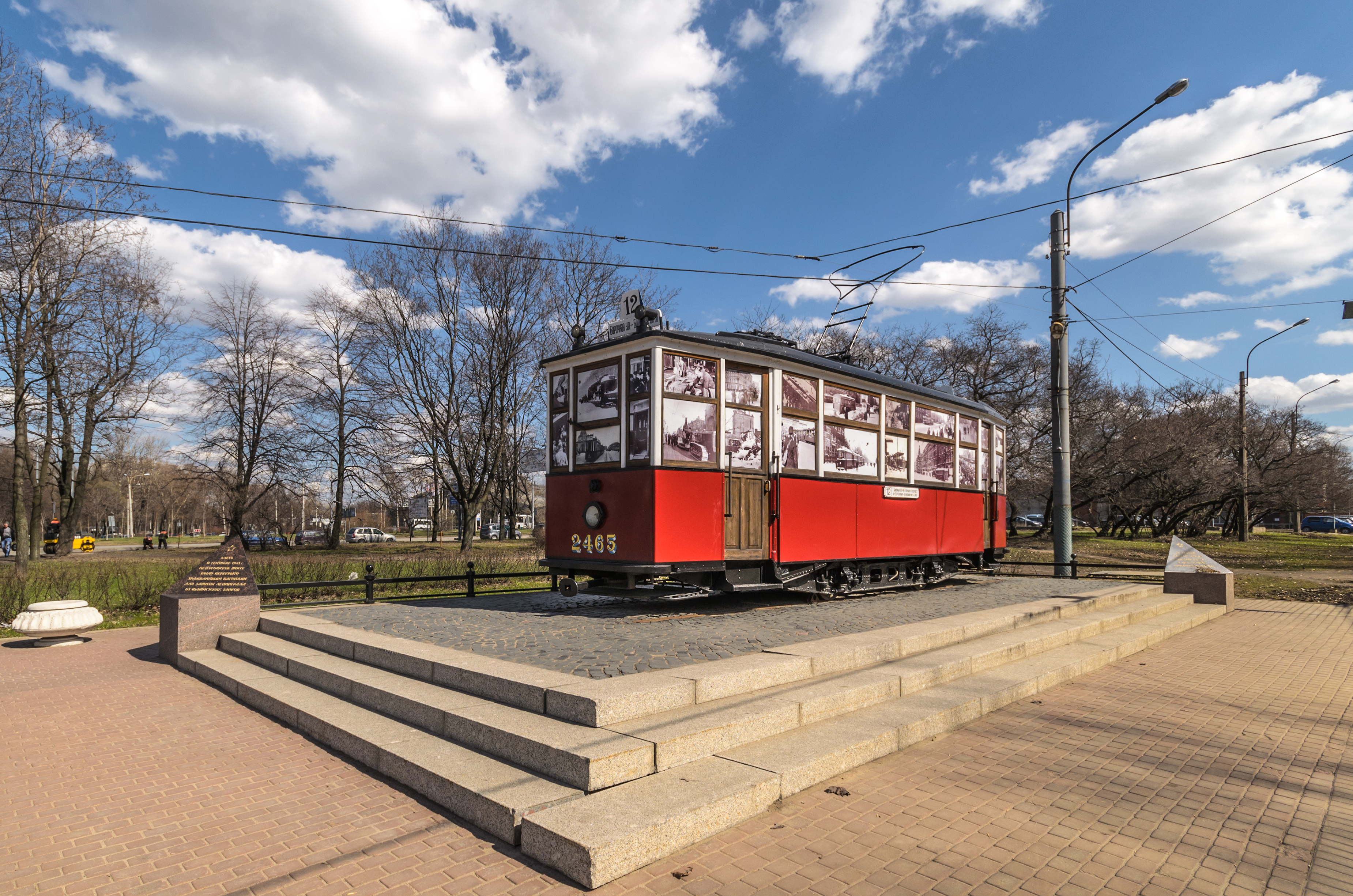
Памятник «Блокадному трамваю»

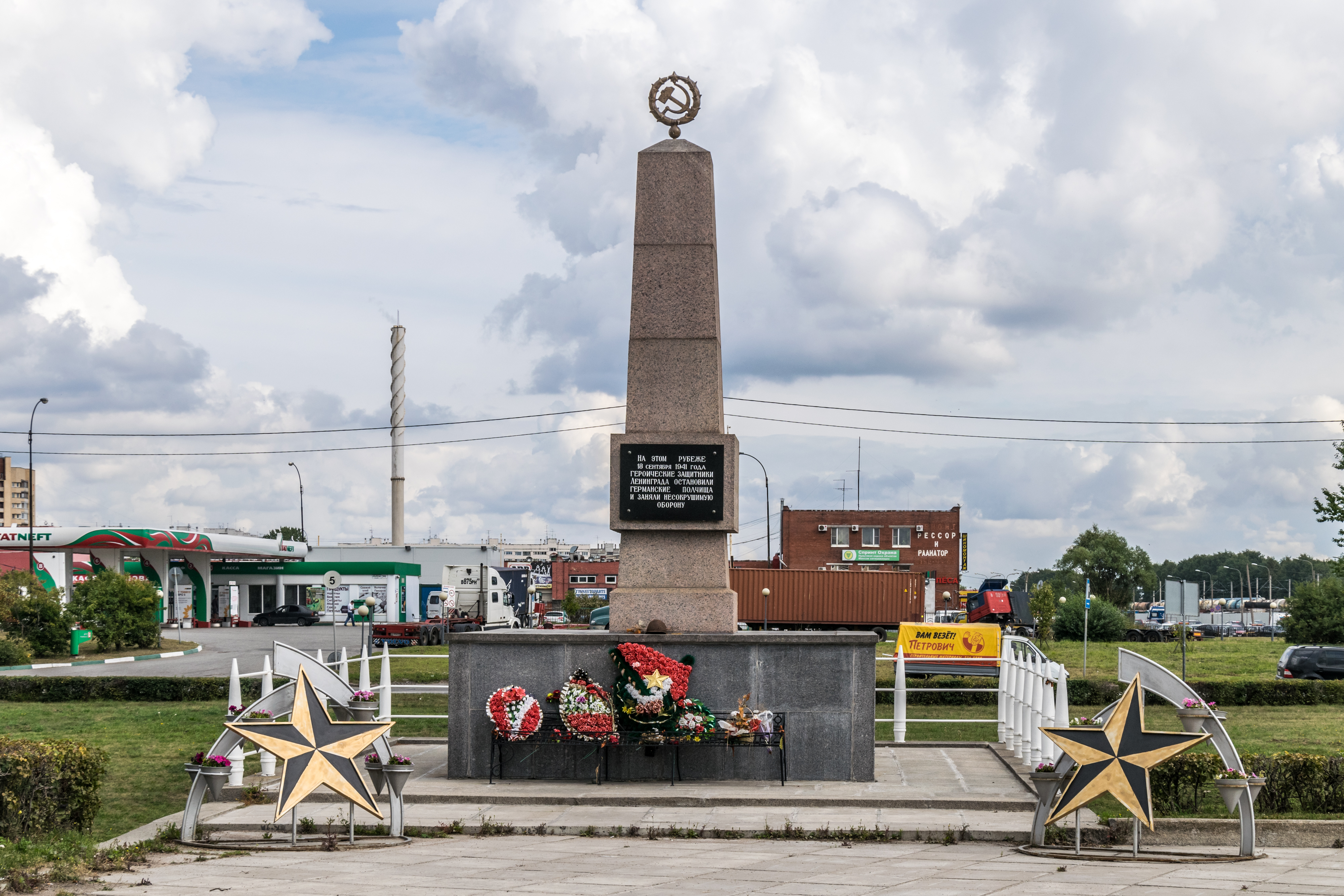
Мемориал «Передний край обороны Ленинграда»

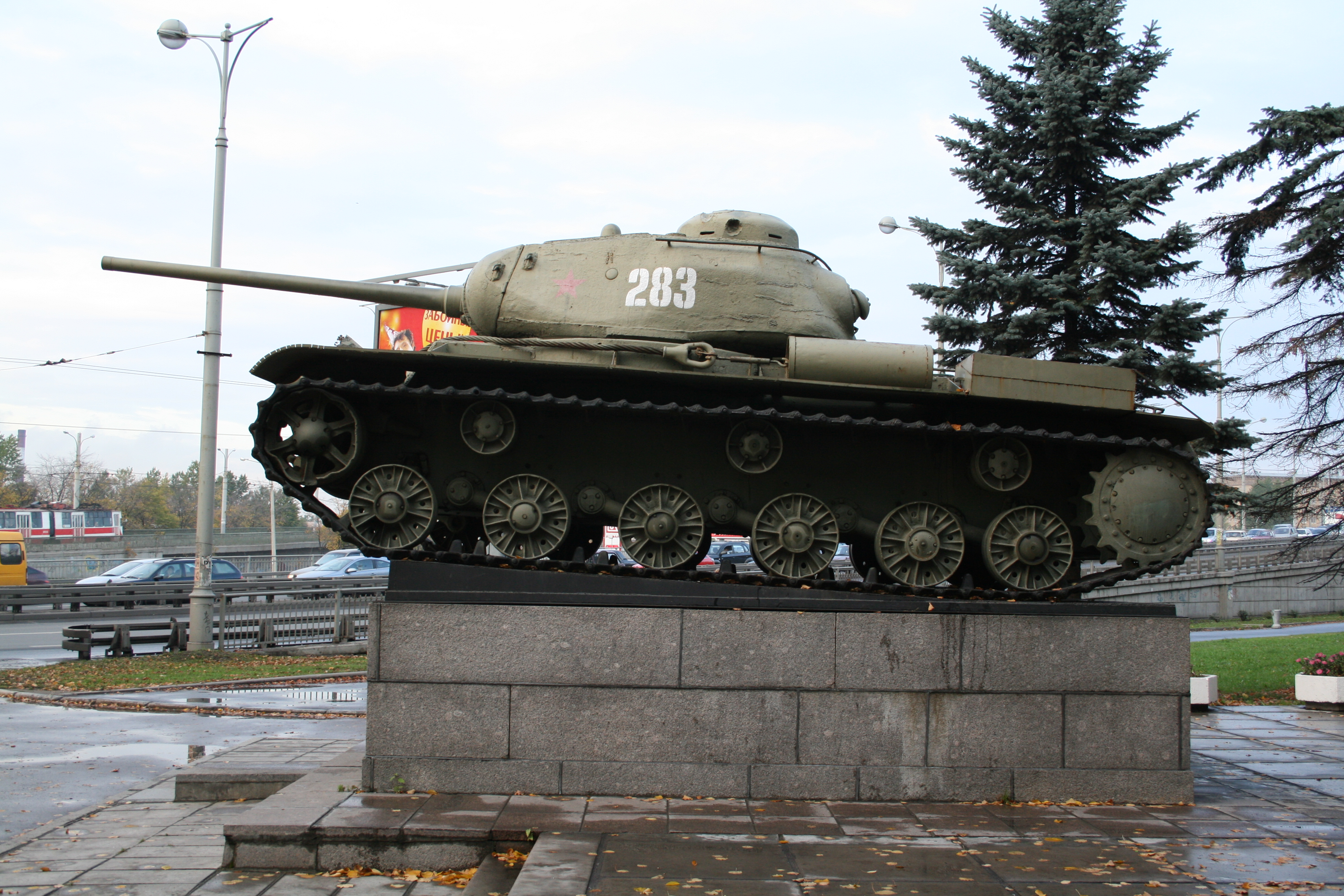
Памятник «Танк-победитель»

### Нарвские триумфальные ворота
Памятник архитектуры стиля ампир, построенный в 1827—1834 годах в память о героях Отечественной войны 1812 года. Первоначально триумфальные ворота были построены для встречи русских войск, возвращавшихся из Европы в 1814 году на Нарвской заставе, непосредственно вблизи города у Обводного канала.

### Памятник «Блокадному трамваю»
На проспекте Стачек (возле трамвайного парка № 8), у дома № 114, 22 августа 2007 года был установлен памятник блокадному трамваю. В качестве постамента для памятника использованы несколько метров рельсов, установленных там, где в блокаду находились оборонительные сооружения. Официальное открытие памятника состоялось 8 сентября 2007 года. Ретровагон серии МС восстановлен реставраторами. Именно такие трамваи ходили по улицам блокадного города. Памятником героическим вагоновожатым стал трамвай 12-го маршрута.

### Памятник С. М. Кирову
Памятник С. М. Кирову был установлен на Кировской площади в 1938 году. Модель статуи была создана Н. В. Томским при участии В. В. Исаевой, Р. Г. Таурита и Е. Ф. Турандина, архитектор Н. А. Троцкий. На самом памятнике табличка со словами самого Кирова:

Товарищи, много веков тому назад великий математик мечтал найти точку опоры, для того чтобы опираясь на неё, повернуть земной шар. Прошли века, и эта опора не только найдена, она создана нашими руками. Не пройдёт много лет, как мы с вами, опираясь на завоевания социализма в нашей Советской стране, оба земных полушария повернём на путь коммунизма.— С. М. Киров

### Памятники обороны Ленинграда
- Памятник Маршалу Советского Союза Говорову (площадь Стачек).
- Барельеф в честь погибших кировцев — жителей блокадного Ленинграда (ул. Маршала Говорова, д. 29).
- Передний край обороны Ленинграда (пр. Народного Ополчения — у железнодорожной станции Лигово).
- Воинское захоронение «Красненькое кладбище» (пр. Стачек, д. 100).
- Воинское захоронение «Южное» (Краснопутиловская ул., д. 44).
- Воинское захоронение «Дачное» (пр. Народного Ополчения, д. 143—145).
- Мемориал «Блокадный трамвай» (угол пр. Стачек и Автомобильной ул. рядом с ДОТом и танком КВ-85).
- Памятник «Танк-победитель» в Княжеве.
- Памятник «Погибшим канонерцам» (Канонерский остров, д. 19).
- Памятник Героям — морякам-балтийцам (Межевой канал, д. 5).
- Обелиск защитникам Ленинграда (угол пр. Стачек и пр. Маршала Жукова)[30].
- Памятники А. И. Маринеско (угол пр. Стачек и Дороги на Турухтанные острова).

## Образование
На 1 сентября 2011 года в Кировском районе 50 общеобразовательных учреждений, в том числе 4 гимназии, 6 лицеев, 12 школ с углублённым изучением предметов, 22 общеобразовательные школы, 2 центра образования, 3 коррекционных школы и одна школа-интернат. Также в районе работают три частные школы: «Взмах», «Дельта» и «Школа разговорных языков».
- Школы Кировского района

## Экология
Экологическая ситуация в районе сложная. От Кировского района исходит 18 % выбросов вредных веществ в воздух и 30 % сливов в водоёмы. Вместе с Невским, Выборгским, Калининским, Фрунзенским и Красногвардейским, Кировский район входит в число самых грязных районов города.